# Gila orcuttii
 Gila orcuttii és una espècie de peix cipriniforme de la família dels ciprínids.
Els mascles poden assolir els 40 cm de longitud total.
Es troba al sud de Califòrnia (Estats Units).